# Doyo
Doyo est un village camerounais de la région de l'Est. Il dépend de la commune de Bétaré-Oya, et du département Lom-et-Djérem. Il se trouve sur la route de Bétaré-Oya à Mararaba et à Mabélé. 

## Population
En 1966 la population de Doyo était de 340. En 2005 elle était de 334.